# Севіко-Наверо
Севіко-Наверо (ісп. Cevico Navero) — муніципалітет в Іспанії, у складі автономної спільноти Кастилія-і-Леон, у провінції Паленсія. Населення — 238 осіб (2010).
Муніципалітет розташований на відстані близько 160 км на північ від Мадрида, 36 км на південний схід від Паленсії.

## Демографія
Динаміка населення (INE ):

## Галерея зображень

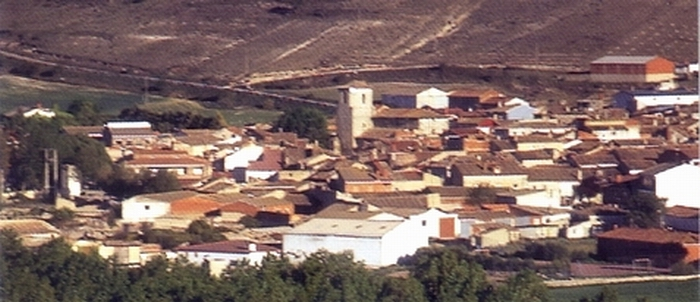
Панорама
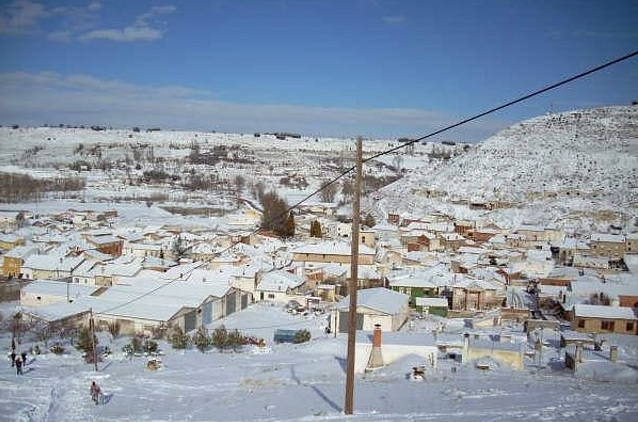
Севіко взимку